# These Three
These Three és una pel·lícula de la Samuel Glodwyn Productions dirigida per William Wyler i protagonitzada per Miriam Hopkins, Merle Oberon, Joel McCrea i Bonita Granville. Basada en l’obra teatral “The Children's Hour” de Lillian Hellman, es va estrenar el 19 de març de 1936. Tot i que en l’obra original les dues protagonistes eren acusades de mantenir una relació lesbiana, el codi Hays va imposar que es canviés l’acusació per la de que una d’elles mantenia una relació amb la parella de l’altra. La pel·lícula va ser nominada a l'Oscar a la millor actriu secundària en l’edició en que s’inaugurà aquesta categoria. Wyler en va rodar un remake l’any 1961 que es va titular “La calúmnia”.

## Argument
Després de graduar-se a la universitat, dues amigues, Karen Wright i Martha Dobie, transformen la granja de Karen a Massachusetts en un internat. Tot i ser noves a la zona aconsegueixen trobar alumnes amb l'ajuda de la rica Amelia Tilford, que matricula la seva malèvola néta Mary i anima a altres famílies a matricular les seves filles. Poc abans de l'obertura de l'escola, arriba la tieta de Martha, Lily Mortar, i imposa que ocupi un lloc de mestra com una manera de continuar eliminant la Martha. Karen i el metge local Joe Cardin comencen a sortir sense saber que Martha està enamorada d'ell. Un vespre Joe s'adorm en una cadira a l'habitació de Martha mentre espera que Karen torni a l'escola. Es desperta sobresaltat i trenca un got que desperta Mary Tilford. Abans de marxar, es refereix casualment als plans que tenen amb la Karen de casar-se i Mary observa amagada com Martha, en creure’s sola, plora en silenci.
Un dia Karen castiga Mary per haver fet campana i mentit, aleshores aquesta fa veure sentir un gran dolor i cau a terra desmaiada. Encara que no l’acaben de creure Karen i Martha truquen a Joe perquè l’examini. Mentre Joe i Karen estan ocupats amb Mary, la Martha decideix acomiadar la tia Lily ja que no és una bona mestra. Lily se sent menyspreada, tot i que Martha s'ofereix a continuar donant-li suport, i tenen una discussió abans de marxar en la qual Lily manifesta les seves sospites sobre els veritables sentiments de la jove per Joe. Martha sent un soroll i descobreix que les companyes d'habitació de Mary Rosalie Wells i Evelyn Munn estan escoltant darrera la porta. Excitada tanca accidentalment la porta sobre el braç de Rosalie ferint-la lleument. De tornada a la seva habitació Evelyn li explica a Mary tot el que ha passat.
Sentint-se perseguida Mary decideix marxar de l'escola. Quan la seva àvia Amelia la vol fer tornar aquesta li explica una versió molt distorsionada tant del que van presenciar les seves amigues, suggerint que Martha i Joe mantenien una relació sexual il·lícita. Per tal de donar suport a la seva mentida, Mary fa que Amelia parli amb Rosalie a qui ha coaccionat amenaçant-la de revelar que va robar el braçalet d'una altra estudiant. Mary fins i tot diu que Martha la va ferir intencionadament. Sorpresa pel triangle amorós Amelia alerta els altres pares que tenen nenes a l'escola i tots en retiren les seves filles.
El trio demanda Amelia per calúmnies però perden el cas. Karen i Martha no poden inscriure cap estudiant nou i Joe és acomiadat de l'hospital. Joe demana a Karen que vagi amb ell a Viena on ha trobat feina però ella es resisteix en saber que Martha també està convidada. Li acaba preguntant si hi ha hagut alguna cosa entre ells dos. Incapaç de creure completament la seva negativa després del que va escoltar al tribunal, Karen li diu que vagi a Viena sol.
Un cop en Joe ha marxat, la Martha admet a Karen que estima Joe, però que mai li ho va dir i després també marxa. Lily, que ha tornat, esmenta haver vist a Mary i Rosalie amb la polsera que faltava i Martha s'adona del que realment va passar. Baixa del tren i convenç Rosalie que li digui la veritat a Amelia. Amèlia ofereix a Martha una compensació però aquesta no vol. Només li demana que digui a Karen "Queda't amb Joe, sigui on sigui". Martha marxa i Amelia parla amb Karen que marxa a Viena per estar amb Joe.

## Repartiment
- Miriam Hopkins (Martha Dobie)
- Merle Oberon (Karen Wright)
- Joel McCrea (Dr. Joseph Cardin)
- Catherine Doucet (Mrs. Lily Mortar)
- Alma Kruger (Mrs. Amelia Tilford)
- Bonita Granville (Mary Tilford)
- Marcia Mae Jones (Rosalie Wells)
- Carmencita Johnson (Evelyn Munn)
- Mary Anne Durkin (Joyce Walton)
- Margaret Hamilton (Agatha)
- Walter Brennan (taxista)